# Rhagodidae
Rhagodidae vormen een familie van spinachtigen die behoren tot de orde rolspinnen (Solifugae).

## Naam en indeling
De wetenschappelijke naam van de groep werd voor het eerst voorgesteld door Reginald Innes Pocock in 1897. De familie wordt vertegenwoordigd door 102 soorten in 27 geslachten. Onderstaand een lijst van de geslachten volgens Solifuges of the World.
- Geslacht Rhagodalma
- Geslacht Rhagodax
- Geslacht Rhagodeca
- Geslacht Rhagodelbus
- Geslacht Rhagoderma
- Geslacht Rhagoderus
- Geslacht Rhagodes
- Geslacht Rhagodessa
- Geslacht Rhagodeya
- Geslacht Rhagodia
- Geslacht Rhagodima
- Geslacht Rhagodinus
- Geslacht Rhagodippa
- Geslacht Rhagodira
- Geslacht Rhagodista
- Geslacht Rhagoditta
- Geslacht Rhagodixa
- Geslacht Rhagodoca
- Geslacht Rhagodolus
- Geslacht Rhagodomma
- Geslacht Rhagodopa
- Geslacht Rhagodorimus
- Geslacht Rhagodorta
- Geslacht Rhagodospus
- Geslacht Rhagoduja
- Geslacht Rhagodula
- Geslacht Rhagoduna

## Verspreidingsgebied
De vertegenwoordigers van de familie komen voor in delen van zuidoostelijk Europa, noordoostelijk Afrika, Midden-Oosten.